# 槙野智章のユメシャベル
『槙野智章のユメシャベル』（まきの ともあきの ユメシャベル）はラジオNIKKEI第1プログラムで火曜日19時から19時30分に生放送されていたトーク番組である。
同番組は、プロサッカー選手であり、また企業経営者でもある槙野が現役選手のままパーソナリティーを務めるもので、2021年10月5日から放送を開始した。番組では、毎回リスナーから寄せられた「あなたのなりたい未来」に対する質問・相談に、槙野と、週替わりで出演するゲスト「シャベラー」として登場するその道のプロフェッショナルが答え、その夢に向かっていくための姿勢、アドバイスを指南するという内容になっている。